# Ben Bulben, Gleniff and Glenade Complex SAC
Ben Bulben, Gleniff and Glenade Complex SAC este o arie protejată (sit de importanță comunitară — SCI) din Irlanda întinsă pe o suprafață de 5.981,24 ha, integral pe uscat.

## Localizare
Centrul sitului Ben Bulben, Gleniff and Glenade Complex SAC este situat la coordonatele 54°21′53″N 8°22′54″W / 54.3647°N 8.3818°V.

## Înființare
Situl Ben Bulben, Gleniff and Glenade Complex SAC a fost declarat sit de importanță comunitară în ianuarie 2002 pentru a proteja 3 specii de animale.

## Biodiversitate
Situată în ecoregiunea atlantică, aria protejată conține 15 habitate naturale: Izvoare petrifiante cu formare de travertin (Cratoneurion), Pajiști uscate europene, Pante stâncoase calcaroase cu vegetație casmofită, Cursuri de apă de la nivel de câmpie la nivel montan, cu vegetație Ranunculion fluitantis și Callitricho-Batrachion, Pajiști alpine și boreale, Grohotișuri calcaroase și de șisturi calcaroase de la nivelul montan până la nivelul alpin (Thlaspietea rotundifolii), Formațiuni de Juniperus communis pe lande sau pajiști calcaroase, Pajiști uscate seminaturale și facies de acoperire cu tufișuri pe substraturi calcaroase (Festuco-Brometalia) (* situri importante pentru orhidee), Formațiuni ierboase bogate în specii de Nardus, dezvoltate pe substraturi silicioase în zone montane (și în zone submontane, în Europa continentală), Mlaștini alcaline, Pajiști umede nord-atlantice cu Erica tetralix, Mlaștini turboase de tranziție și turbării mișcătoare, Grohotișuri silicioase de la nivelul montan până la nivelul zăpezii (Androsacetalia alpinae și Galeopsietalia ladani), Liziere de ierburi înalte hidrofile de câmpie și de nivel montan până la alpin, Turbării de acoperire (* exclusiv pentru turbării active).
La baza desemnării sitului se află mai multe specii protejate:
- păsări (1): șoim călător (Falco peregrinus)
- mamifere (1): vidră de râu (Lutra lutra)
- nevertebrate (1): Vertigo geyeri

Pe lângă speciile protejate, pe teritoriul sitului au mai fost identificate 40 de specii de plante, 1 specie de nevertebrate.